# A Hard Day's Night (album)
A Hard Day's Night treći je studijski album britanske grupe The Beatles, izdan 10. srpnja 1964. godine kao soundtrack za istoimeni humoristični crnobijeli film. Američka verzija izdana je dva tjedna ranije, 26. lipnja 1964., od United Artists Recordsa. Na albumu nema pjesmi Georgea Harrisona i Ringo Starra.
Naziv albuma kao i istoimenog singla nastao je zahvaljujući Ringovoj frazi, malapropizmu "hard day's night". U intervjuu s Playboyem John Lennon je ispričao kako je prihvaćen naziv albuma: "Išao sam doma u automobilu i Dick Lester [redatelj filma] mi jer predložio da naziv albuma bude Hard Day's Night, što je bilo nešto što je Ringo rekao. (...) Znate, jedan od njegovih malapropizama. Ringoizama, gdje nije imao namjeru biti smiješan... Jednostavno je to rekao. I onda je Dick Lester rekao: "Uzet ćemo taj naziv."
2000. godine album je smješten na 5. mjestu na popisu 100 najboljih britanskih albuma ikad časopisa Q. 2012. našao se i na 307. mjestu na popisu 500 najboljih albuma svih vremena časopisa Rolling Stone.

## Sadržaj i izdanja
Prva strana LP ploče sadržava pjesme koje su bile korištene i u filmu. Pjesme na drugoj strani nisu bile u filmu, međutim, u reizdanju filma Hard Day's Night iz 80-ih može se čuti pjesma I'll Cry Instead.
Ovaj album je bio prvi album Beatlesa koji je sadržavao isključivo originalne skladbe, te je bio jedini čije su sve pjesme napisali John Lennon i Paul McCartney. Inače su Lennon i McCartney doprinosili otprilike jednakom broju pjesama za svaki album, ali u slučaju albuma Hard Day's Night dominiraju Lennonove pjesme. Lennon je napisao 9 od 13 pjesama, a jedina pjesma koju je pisao zajedno s McCartneyjem bila je I'm Happy Just To Dance With You. Hard Day's Night je također jedan od tri albuma Beatlesa, uz Let it Be i Magical Mystery Tour, koji nije sadržavao nijednu pjesmu koju je pjevao Ringo.

## Popis pjesama
Sve pjesme napisali su John Lennon i Paul McCartney.

### Britansko izdanje
Prva strana:
1. "A Hard Day's Night" 2:34
2. "I Should Have Known Better" 2:43
3. "If I Fell"  2:19
4. "I'm Happy Just To Dance With You" 1:56
5. "And I Love Her" 2:30
6. "Tell Me Why" 2:09
7. "Can't Buy Me Love" 2:12

Druga strana:
1. "Any Time at All" 2:11
2. "I'll Cry Instead" 1:46
3. "Things We Said Today" 2:35
4. "When I Get Home" 2:17
5. "You Can't Do That" 2:35
6. "I'll Be Back" 2:24